# Bad Salzungen
Bad Salzungen (pronunciación en alemán: /baːt ˈzalt͡sʊŋən/ⓘ) es una ciudad en el oeste de Turingia, Alemania. Bad Salzungen tiene 15.841 habitantes (2010) y es la capital del distrito de Wartburg. 
Bad Salzungen es un balneario de sal y un lugar importante por la producción industrial de sal. En la cercanía hay muchas minas y escoriales grandes de excavaciones.  

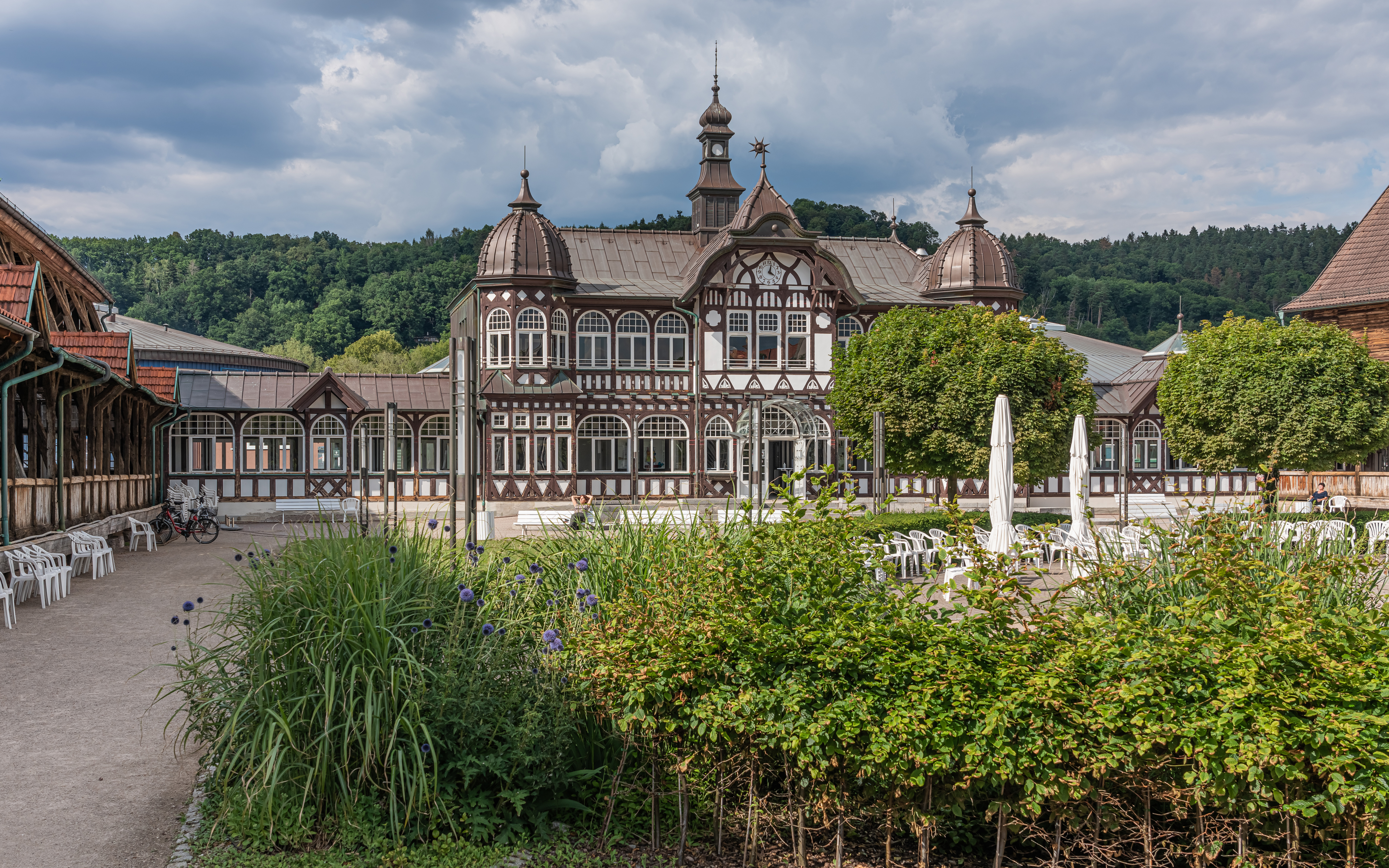
El «Gradierwerk», parte del balneario
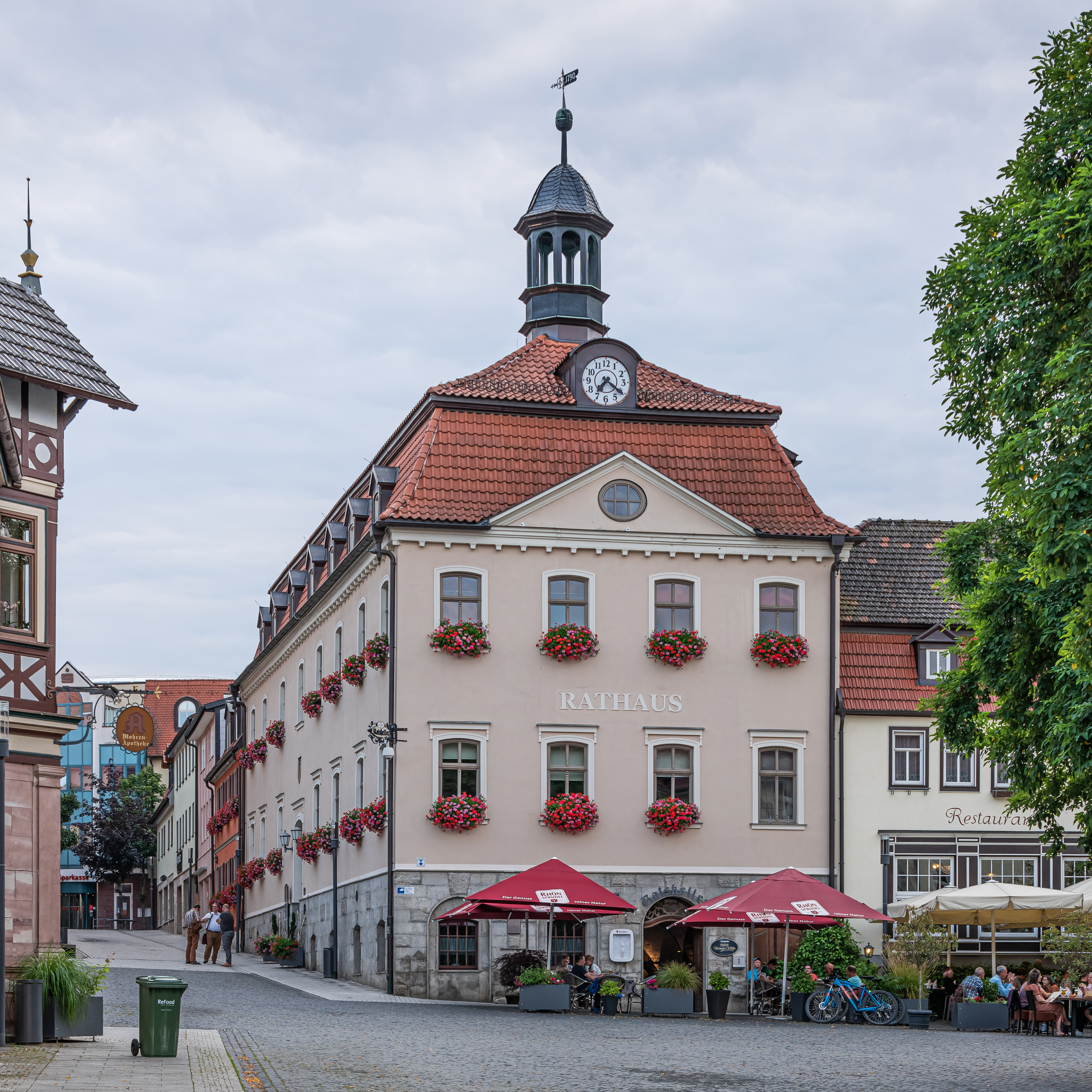
Ayuntamiento
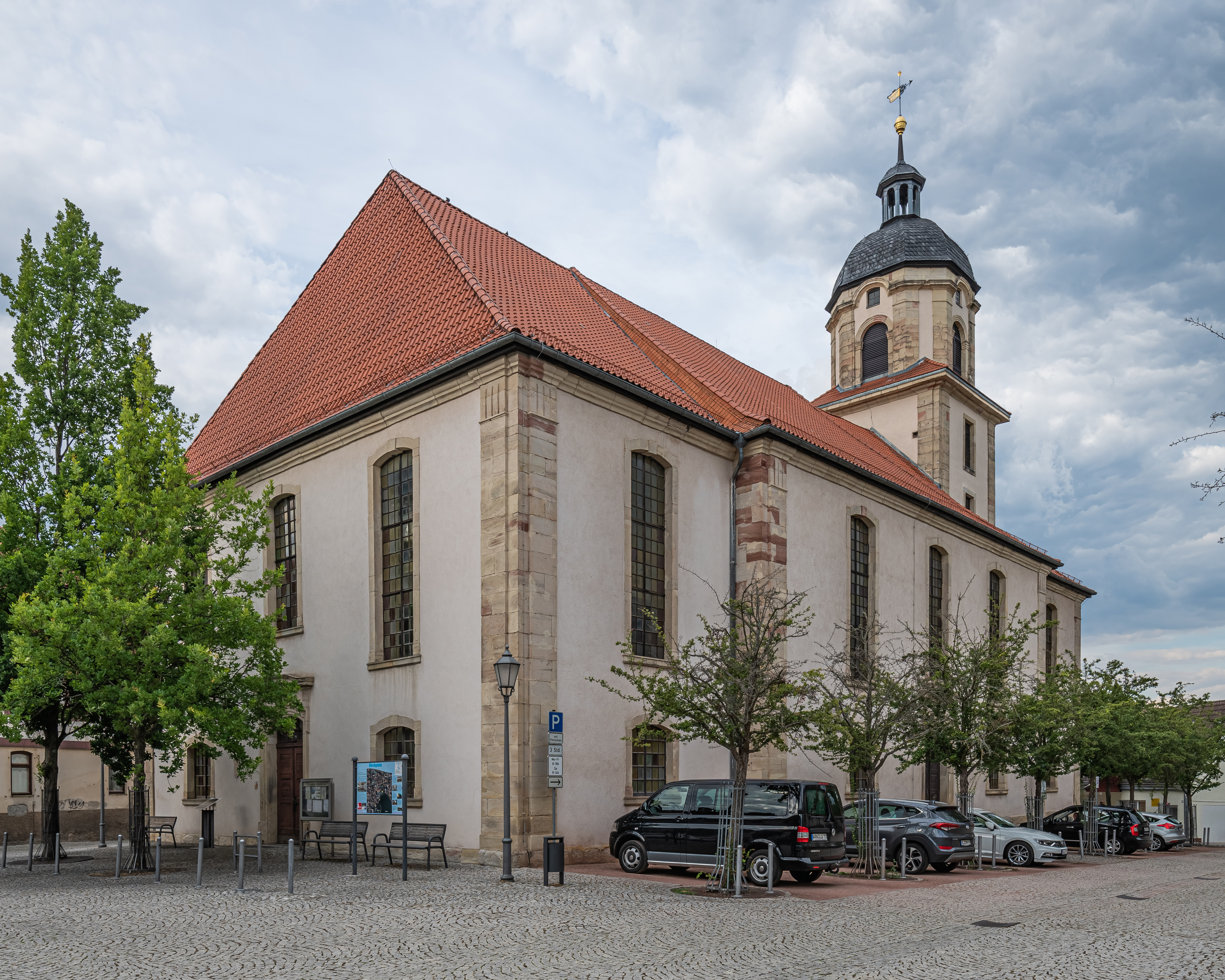
Iglesia mayor